# 全国人民党 (库拉索)
全國人民黨（荷蘭語：Nationale Volkspartij）是庫拉索的一個政黨，是一個主張基督教民主主義的政黨。全國人民黨成立於1948年。該黨隸屬於美洲基督教民主組織。 
全國人民黨經常在庫拉索議會中佔有席位，然而，2017年的庫拉索議會選舉中，該黨失去所有席位，不過在2021年的庫拉索議會選舉中，全國人民黨獲得四個席位及超過12%的選票。 